# ایستگاه راه‌آهن بندر امام خمینی
ایستگاه راه‌آهن بندر امام خمینی با نام پیشین ایستگاه راه‌آهن بندر شاپور یک ایستگاه راه‌آهن در شهر بندر امام خمینی، ایران است.
این ایستگاه در تاریخ سوم شهریور ۱۳۱۷ به‌عنوان جنوبی‌ترین ایستگاه راه‌آهن سراسری ایران افتتاح شد.